# Hà Quang Dự
Hà Quang Dự là nhà chính khách Việt Nam,đại biểu Quốc hội Việt Nam, Ủy viên Trung ương Đảng Cộng sản Việt Nam.
Ông là người dân tộc Tày sinh năm 1945, ở xã Tân An, huyện Chiêm Hóa, tỉnh Tuyên Quang.
Ông học ngành nông nghiệp (1964) sau đó trở thành nhà chính trị, nguyên Ủy viên Trung ương Đảng Cộng sản Việt Nam, Bí thư Thứ nhất Trung ương Đoàn Thanh niên Cộng sản Hồ Chí Minh, nguyên Bộ trưởng phụ trách công tác Thanh niên và Thể thao (1992 - 1997)  kiêm Chủ nhiệm Ủy ban Thanh niên Việt Nam, Bộ trưởng kiêm Tổng cục trưởng Tổng cục Thể dục thể thao, Bộ trưởng, Chủ nhiệm Ủy ban Thể dục thể thao.. Ông còn đảm nhiệm chức Chủ tịch Ủy ban Olympic Việt Nam trong thời gian 1993 - 2002.
Ngoài ra ông còn là đại biểu Quốc hội Việt Nam khóa X. Ông thuộc đoàn đại biểu Tuyên Quang.
Năm 2012, Ông đã được Nhà nước trao tặng Huân chương Độc lập hạng Nhì.